# Championnat de Slovénie de football 1998-1999
Navigation
Saison précédente Saison suivante
La saison 1998-1999 du Championnat de Slovénie de football était la 8e édition de la première division slovène à poule unique, la PrvaLiga. Les 12 meilleurs clubs slovènes jouent les uns contre les autres à trois reprises durant la saison. En fin de saison, les deux derniers du classement sont directement relégués et remplacés par les deux meilleurs clubs de D2.
C'est le Maribor Teatanic, double champion de Slovénie en titre, qui termine à nouveau en tête du championnat et remporte son 3e titre de champion. Le Maribor devance de 4 points le HIT Gorica et de 10 points le NK Rudar Velenje; il réussit de plus un nouveau doublé Coupe-championnat en battant l'Olimpija Ljubljana en finale de la Coupe de Slovénie.

## Les 12 clubs participants
| - Olimpija Ljubljana - Maribor Teatanic - NK Domžale - Promu de D2 - HIT Gorica - NK Mura - NK FC Koper - Promu de D2 | - Publikum Celje - NK Rudar Velenje - Potrošnik Beltinci - NK Korotan Suvel Prevalje - NK Primorje - ND Živila Triglav - Promu de D2 |

## Compétition

### Classement
Le barème de points servant à établir le classement se décompose ainsi :
- Victoire : 3 points
- Match nul : 1 point
- Défaite : 0 point

| Rang | Équipe                    | Pts | J  | G  | N  | P  | Bp | Bc | Diff |
| ---- | ------------------------- | --- | -- | -- | -- | -- | -- | -- | ---- |
| 1    | Maribor Teatanic (T) (C)  | 66  | 33 | 19 | 9  | 5  | 72 | 29 | +43  |
| 2    | HIT Gorica                | 62  | 33 | 18 | 8  | 7  | 55 | 31 | +24  |
| 3    | NK Rudar Velenje          | 56  | 33 | 16 | 8  | 9  | 43 | 33 | +10  |
| 4    | NK Mura                   | 53  | 33 | 16 | 5  | 12 | 53 | 35 | +18  |
| 5    | NK Korotan Suvel Prevalje | 48  | 33 | 14 | 6  | 13 | 44 | 45 | -1   |
| 6    | Olimpija Ljubljana        | 44  | 33 | 12 | 8  | 13 | 54 | 50 | +4   |
| 7    | Publikum Celje            | 42  | 33 | 10 | 12 | 11 | 30 | 35 | -5   |
| 8    | NK Domžale (P)            | 41  | 33 | 10 | 11 | 12 | 40 | 49 | -9   |
| 9    | NK Primorje               | 40  | 33 | 11 | 7  | 15 | 39 | 45 | -6   |
| 10   | Potrošnik Beltinci        | 36  | 33 | 10 | 6  | 17 | 41 | 62 | -21  |
| 11   | NK FC Koper (P)           | 32  | 33 | 8  | 8  | 17 | 34 | 61 | -27  |
| 12   | ND Živila Triglav (P)     | 25  | 33 | 5  | 10 | 18 | 28 | 58 | -30  |

|  | Qualification pour la Ligue des champions 1999-2000                                           |
|  | Qualification pour la Coupe UEFA 1999-2000                                                    |
|  | Qualification pour la Coupe Intertoto 1999                                                    |
|  | Relégation directe en deuxième division                                                       |
|  | (T) Tenant du titre (C) Vainqueur de la Coupe de Slovénie (P) Club promu de deuxième division |

## Bilan de la saison
| Championnat de Slovénie de football 1998-1999 |                               |
| Champion                                      | Maribor Teatanic (3e titre)   |
| Coupes et trophées                            |                               |
| Vainqueur de la Coupe de Slovénie 1998-1999   | Maribor Teatanic              |
| Qualifications continentales                  |                               |
| Ligue des champions 1999-2000                 | Maribor Teatanic              |
| Coupe UEFA 1999-2000                          | HIT Gorica                    |
| Coupe UEFA 1999-2000                          | Olimpija Ljubljana            |
| Coupe Intertoto 1999                          | NK Rudar Velenje              |
| Coupe Intertoto 1999                          | NK Korotan Suvel Prevalje     |
| Promotions et relégations                     |                               |
| Promus en PrvaLiga                            | NK Dravograd NK Pohorje       |
| Relégués en Division 2                        | NK FC Koper ND Živila Triglav |